# Monbahus
Monbahus är en kommun i departementet Lot-et-Garonne i regionen Nouvelle-Aquitaine i sydvästra Frankrike. Kommunen ligger i kantonen Cancon som tillhör arrondissementet Villeneuve-sur-Lot. År 2022 hade Monbahus 628 invånare.

## Befolkningsutveckling
Antalet invånare i kommunen Monbahus
| Referens: INSEE |